# 뒤창자
뒤창자(hindgut, epigaster) 또는 후장(後腸)은 소화관의 뒤쪽(꼬리쪽) 부분이다. 포유류에서는 가로잘록창자의 먼쪽 3분의 1부터 지라굽이, 구불잘록창자, 항문곧창자접합부까지의 소화관을 가리킨다. 동물학에서는 뒤창자가 막창자, 오름잘록창자를 포함한다.

## 구조

### 혈액 공급
아래창자간막동맥이 혈액을 공급하며, 혈액을 들이는 것은 간문맥계이다. 림프는 가슴림프관팽대를 통해 배출된다.

### 신경 분포
뒤창자에는 아래창자간막신경얼기가 분포한다. 교감신경 분포는 허리내장신경(L1-L2)으로부터, 부교감신경 분포는 S2-S4에서 온다.

## 추가 이미지

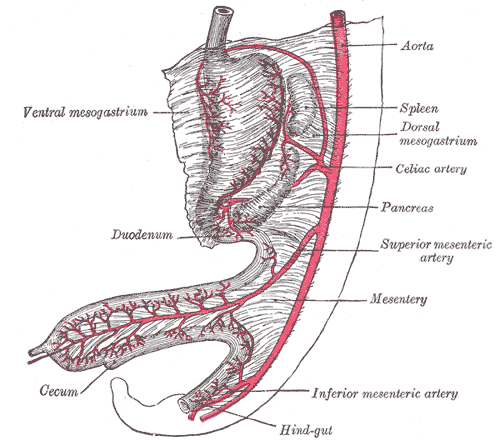
발생 6주경의 사람 배아
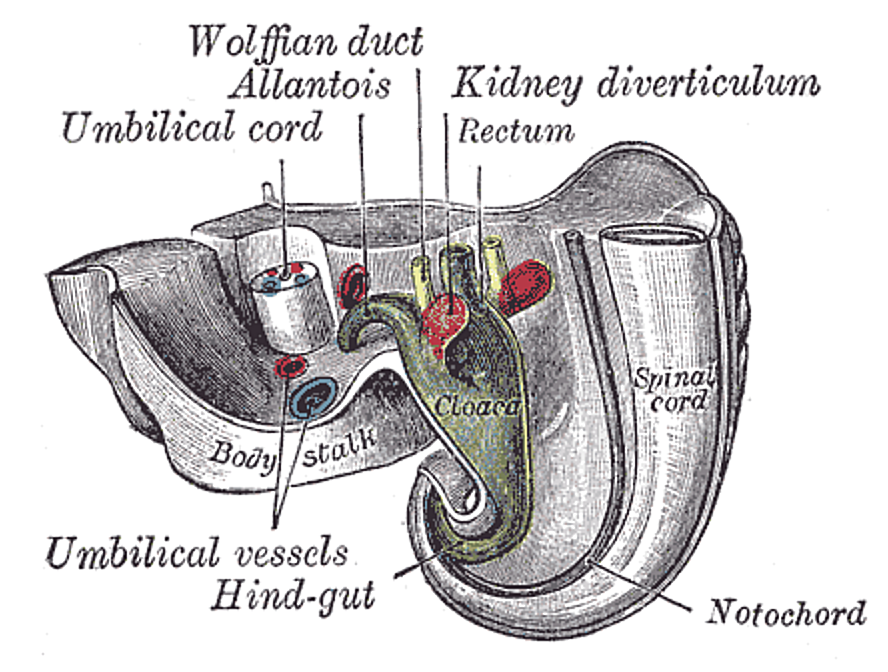
25~29일의 사람 배아 꼬리쪽 끝
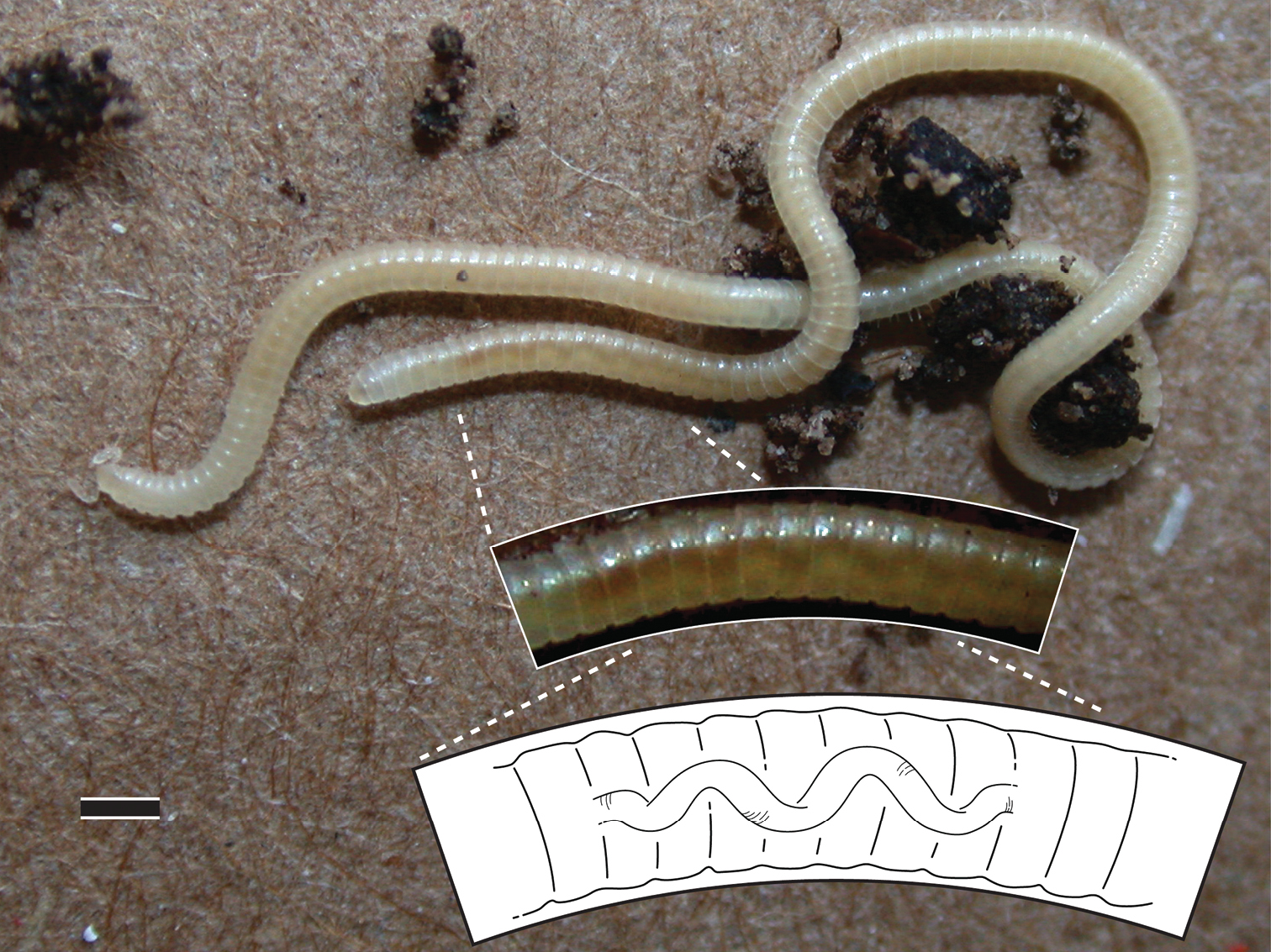
일라크메 플레니페스의 뒤창자